# 罗伯特·胡克
罗伯特·胡克FRS（1635年7月18日—1703年3月3日），英国自然哲學家、通才、发明家。在物理学研究方面，他提出了描述材料弹性的基本定律——胡克定律，且提出了万有引力的平方反比关系。在机械制造方面，他设计制造了真空泵、显微镜和望远镜，并将自己用显微镜观察所得写成《微物圖誌》一书；“细胞”的英文：cell，即由他命名。中文翻譯後即稱為細胞。在新技术发明方面，他发明的很多设备至今仍然在使用。除去科学技术，胡克还在城市设计和建筑方面有着重要的贡献。但由于与牛頓的论争导致他去世后鲜为人知，近来对胡克的研究方逐渐兴起。胡克也因其兴趣广泛、贡献重要而被某些科学史家称为“伦敦的李奥纳多”。

## 生平

### 早年生活
胡克於1635年生于英国怀特岛西端的弗雷什沃特，父亲约翰·胡克是当地英國國教派诸圣教堂的助理牧师
。虎克有一個哥哥和兩個姊姊，在手足間排名最小；他的身體虛弱，家人們原本都以為他不會活下來。
儘管虎克的父親給了他一些英語、拉丁文法和神學方面的指導，但對他的教育基本受到忽略。胡克从小就表现出对机械制造和绘画的浓厚兴趣和创造力，画家约翰·霍斯金斯（John Hoskins）曾看过小胡克用他自己从煤炭，红土和白垩作出的颜料作画，认为他有绘画天赋。虎克也會為自己製作機械玩具。在目睹一座拆開的時鐘後，他便用木頭造了一個能夠順利運轉的複製品。
1648年胡克父亲去世，在遺囑中留給他40英鎊（加上虎克祖母留下的另外10英鎊）和父親自己的藏書。年僅十三歲的虎克帶著這些財物到伦敦谋生，成为肖像画家彼得·莱利的学徒。然而油畫的氣味讓他無法適應，甚至加劇了他的頭痛問題。
不久胡克离开画室进入西敏公學就读。校长理查德·巴斯比很看重他的天赋，讓虎克住在他的家中，後來兩人成了一輩子的朋友。胡克在西敏公學裡学习了拉丁文、希腊文、幾何和音樂等；據傳他在一星期內便精通了欧几里德《几何原本》的前六冊，並學會演奏管風琴。

### 牛津時期

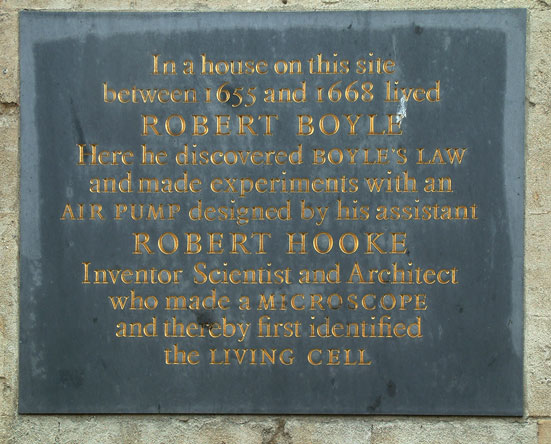
波以耳－胡克墙，两人最早的实验室所在

1653年，虎克進入牛津大學基督堂學院。演奏管風琴的能力加上唱詩班歌手的身分，使虎克得以免除學費並享有學院住宿；他並且透過擔任學院侍從獲取基本收入。儘管如此，他直到1658年才被正式列入學籍。虎克於1663年獲文學碩士學位。
在牛津就學期間，虎克成為托马斯·威利斯的助理，威利斯同時也是牛津哲學社團的一員，牛津哲學社團即為皇家學會的前身。虎克由此和其他牛津的重要學者如约翰·威尔金斯、克里斯多弗·雷恩和塞斯·沃德等人相識。虎克自承在牛津的這段時日啟發了他對科學一生的愛好。他在牛津的朋友們深刻影響了他後續的職業生涯，特別是雷恩。
威利斯也在這段期間內將虎克介紹給罗伯特·波义耳。1655年，波义耳应威尔金斯的邀请前往牛津建立实验室，胡克則成了波义耳的研究助手。當時波以耳正在從事氣壓相關的研究，並為此訂做了一個仿造德国发明家奧托·馮·居里克所設計的气泵。然而原始的气泵設計實在過於笨重，虎克於是對此進行改良。兩人用這台出自虎克之手的气泵進行了多次氣體實驗，並在1662年提出了波义耳定律。
波义耳和虎克也用氣泵做了多次燃燒實驗，並得出結論認為火僅是一種化學反應的現象，而非如亞里斯多德所主張，是四元素之一。
兩人合作期間，虎克也教導波义耳欧几里德的《几何原本》和笛卡兒的哲學。

### 皇家學會
皇家學會於1660年成立，並在1662年獲得皇家特許狀。1661年末，在皇家学会会长罗伯特·莫雷的提议和波义耳的推薦下，胡克就任皇家学会的實验负责人（Curator），负责维护實验仪器，验证和演示实验。亨利·羅賓森（Henry W. Robinson）曾在1935年任皇家學會圖書館員，根據他的說法，虎克每周在皇家學會進行的各種實验奠定了學會的傳統：
如果沒有他［虎克］每週的實驗和豐碩的研究成果，學會幾乎不可能生存，或至少會以完全不同的方式發展。毫不誇張地說，他在歷史上是英國皇家學會的創始人。
虎克在1663年正式獲選為皇家學會院士。然而虎克作為學會實验负责人的薪水卻一直不穩定，直到約翰·卡特勒為了在格雷瑟姆學院設立一個機械（Mechanick）的講師職位，於1664年起開始每年資助皇家學會50英鎊。卡特勒這麼做的原因是他很清楚皇家學會將會指定虎克擔任此職務。虎克在1665年1月11日被任命為終身實验负责人，年薪80英鎊，其中包括來自學會的30英鎊和卡特勒的50英鎊。
胡克也從1665年起开始担任格雷瑟姆學院的几何学教授。皇家學會秘書亨利·奧爾登伯格在1677年過世後，虎克短暫承擔起學會秘書的職務，並在同年12月19日與尼希米·格魯共同獲任命為學會秘書。

### 晚年與身后

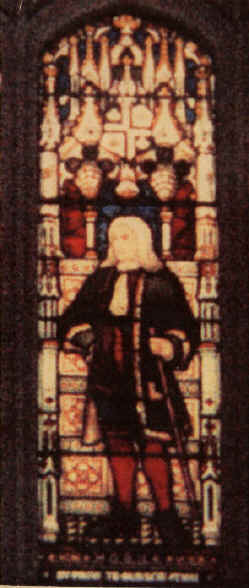
Bishopsgate教堂中的胡克纪念窗，1993年爆炸中被毁

虎克自幼便患有偏頭痛、耳鳴和失眠。他也有脊椎畸形的毛病，其病徵和舒爾曼病的症狀相符。虎克試圖以科學方法治療這些病痛，他在自己身上嘗試各種療方，並詳細在日記中紀錄了使用的物質和效果。他時常服用鹵砂、嘔吐、瀉藥和鴉片類藥物，這些物質也深刻影響了他的身心健康狀況。
胡克终身未婚，他的侄女作为女主人，和他一起接待宾客，1687年她的去世使胡克受到很大打击。
胡克在生命的最後一年裡双目失明、臥床不起。他在1703年3月3日於伦敦離世，終年67歲。
虎克過世後，在他格雷瑟姆學院的房间中发现一個鐵箱，其中藏有近八千英镑的积蓄和價值約三百英鎊的貴金屬。胡克去世后，葬于圣海伦主教门教堂（St.Helen's, Bishopsgate），19世纪迁葬于伦敦北部，具体墓地已无法知晓。

### 外貌、個性與私生活

#### 外貌與肖像
胡克没有留下任何肖像。根據历史学家Lisa Jardine的研究，虎克肖像的缺乏肇因於牛顿对胡克的敌意。在牛顿影响下，皇家学会取下了胡克的肖像。牛顿还试图烧毁大量胡克的手稿和文章，但被阻止。
然而历史学家Felicity Henderson指出，沒有明確證據顯示皇家学会擁有胡克的肖像，胡克死後兩年出版的傳記中也沒有他的肖像。因此Henderson認為皇家学会本來就沒有胡克的肖像，胡克肖像的缺乏和牛顿沒有任何關係。
虎克的同代人約翰·奧布里如此描述他的外表：
他［虎克］的身材中等，略顯駝背，臉色蒼白，臉的下半部比較小，但頭部卻很大，眼睛圓而凸出，而且不太靈動；他的眼睛是灰色的。他有一頭柔順的棕色捲髮。他在飲食方面一直都很節制。
虎克最早的傳記作者，理查·沃勒在1705年出版的《羅伯特·虎克的遺作》中描述虎克晚年的外表：
至於他的外貌，實在稱不上討喜，他的駝背很嚴重，儘管我從他和別人的口中聽說，他的背在16歲之前都還是直的，直到常常練習使用車床後才開始變得歪斜。他的臉色一直都很蒼白，身形瘦削，晚年更是瘦骨嶙峋，面容憔悴。他的眼睛灰而凸出，年輕時目光敏銳；鼻子較細，大小適中；嘴巴不算寬，上唇較薄；下巴尖，前額很大，頭部大小中等。他沒戴假髮，深棕色的頭髮長而隨意地垂落在臉上，未經修剪，平直而稀疏……

## 主要貢獻

### 显微镜

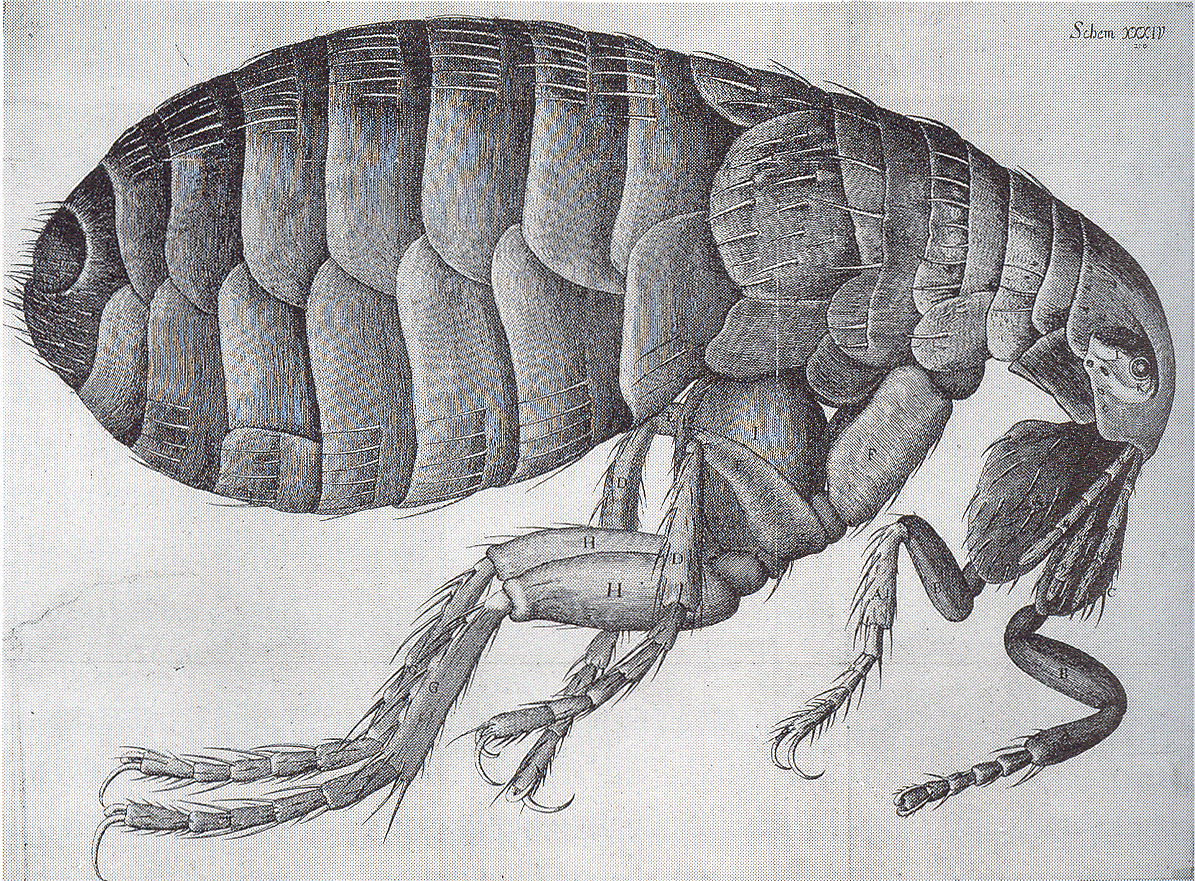
胡克观察到的跳蚤，出自《显微术》

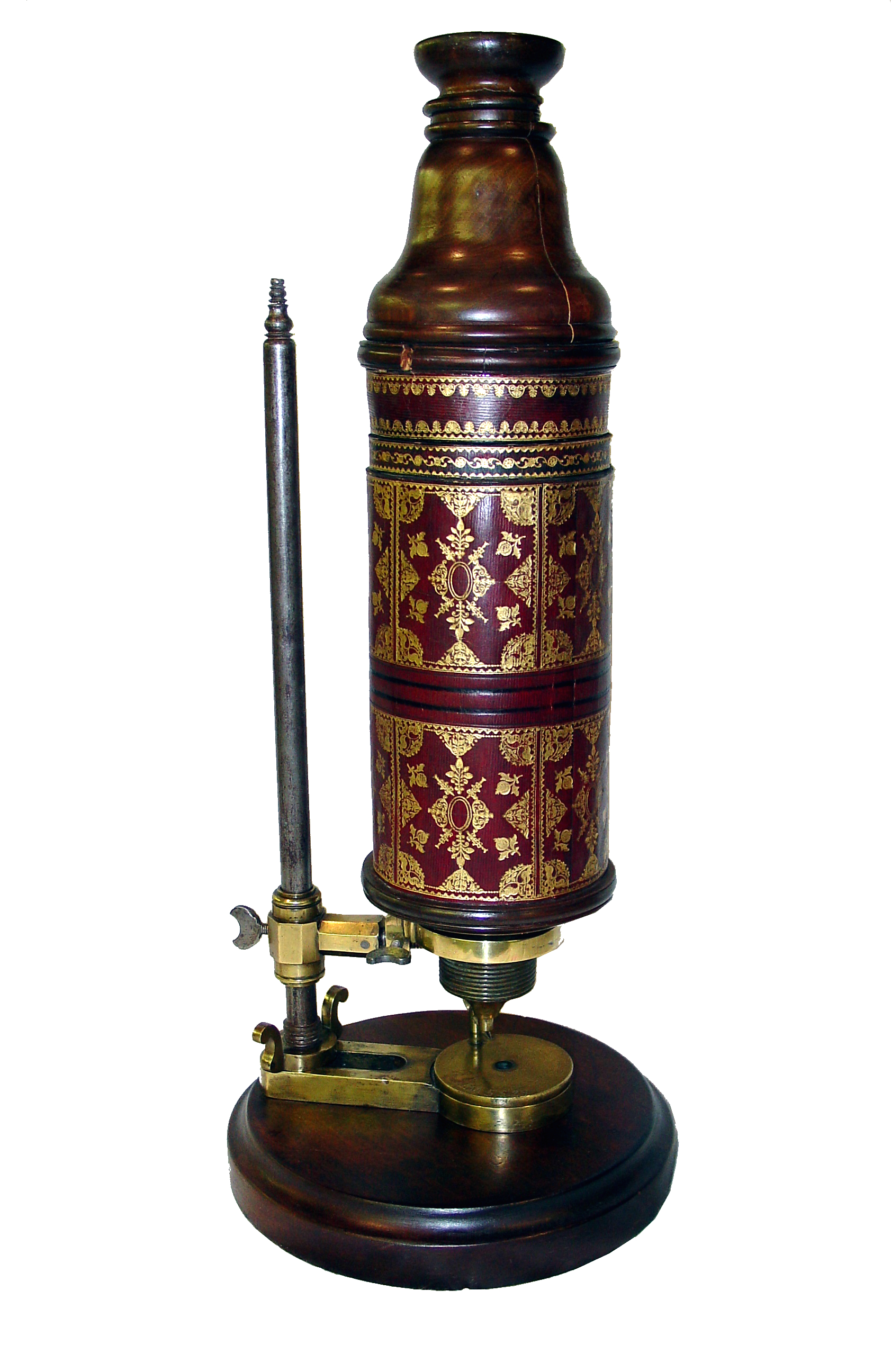
胡克显微镜

1664年胡克根據英國皇家學會一院士的資料設計了一台複雜的複合顯微鏡。他使用複式顯微鏡研究昆蟲，觀察到了昆蟲的複眼。1665年，有一次他從樹皮切了一片軟木薄片，並放到自己發明的顯微鏡觀察。他观察到了植物细胞（已死亡），并且觉得他们的形状类似教士们所住的单人房间，所以他使用单人房间的cell一词命名植物细胞为cellua。是為史上第一次成功觀察細胞壁。
同年胡克出版了《微物圖誌》一书，该书包括了一些他使用显微镜或望远镜进行的观察，包括上述的軟木切片。胡克所用的显微镜至今仍然保存在国家卫生与医学博物馆中。荷兰工匠雷文霍克受《微物圖誌》一书启发，对胡克的显微镜镜片进行了改进，对微生物进行了细致的观察，被称为微生物学之父。胡克随后被皇家学会要求确证雷文霍克的发现并予以发表。

### 天文學與望遠鏡
1663年苏格兰天文学家格里高利设计了格里高利望远镜，但在制造时失败了。10年后胡克利用自己高超的机械设计技术成功建设了第一个这种反射望远镜，并使用这一望远镜首次观测到火星的旋转和木星大红斑，月球上的环形山和双星系统。

### 機械与胡克定律

万向接头，又称胡克接头

胡克对当时的机械进行了很多改造，并发明了很多新装置。他发明了锚形擒纵机，也发明了摆轮游丝，通过这一装置，可以按周期控制发条宽紧，至今仍是钟表制作中的关键部件。他也因为这一装置的优先权问题和荷兰物理学家惠更斯产生了长期的争论，直到2006年在英国汉普顿郡一家人的保險櫃
中发现了胡克的关于皇家学会会议的记录，提供了对胡克有利的证据。他第一个制造出了万向接头，有时候被叫做胡克接头，可以允许刚性杆向任意方向运动，现在仍广泛应用于车辆的传动装置中。虽然意大利数学家卡尔达诺一世纪前就提出了万能接头的想法，但是没有制造出。还有风向仪，水平仪等装置的发明权也常常归功于他。

#### 虎克定律
1676年胡克对金属器件，特别是弹簧的弹性进行研究后，发表了一条拉丁语字谜，ceiiinosssttuv。（这是当时惯例，如果还不能确认自己的发现，则先把发现打乱字母顺序发表，确认后再恢复正常顺序。）两年后公布了谜底ut tensio sic vis，意思是“力如伸长（那样变化）」即应力与伸长量成正比的胡克定律。

### 建筑

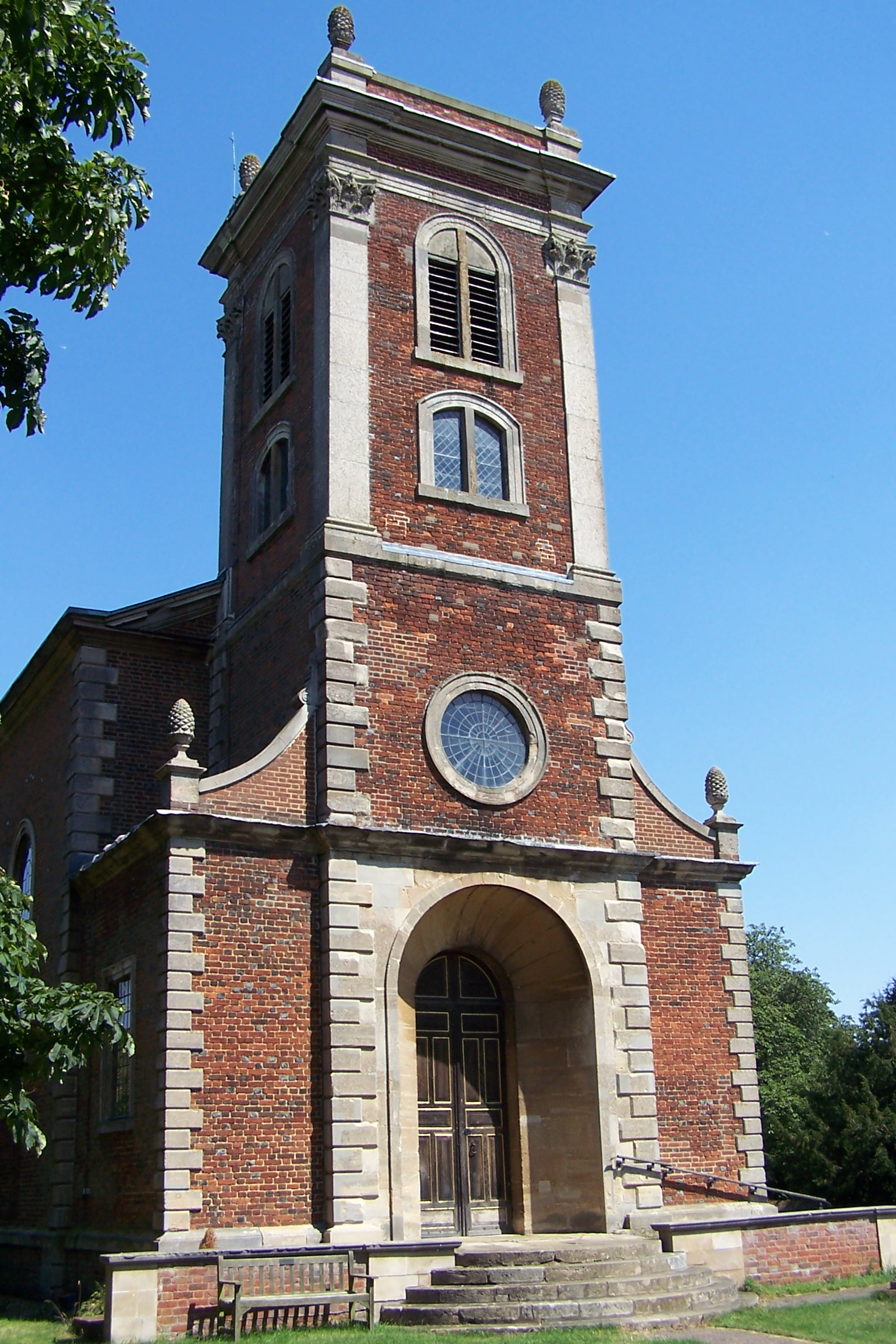
Willen教区教堂，唯一一座完全由胡克设计且保存完好的建筑，被认为是早期英国巴洛克风格的典范

1666年9月伦敦大火，大部分伦敦建筑被毁。查理二世命令克里斯多佛·雷恩爵士负责城市建筑重建，雷恩提名胡克负责受灾情况的调查和统计。在随后的重建过程中，胡克负责了近一半的调查，测量和调解地产纠纷的工作，并协助设计了伦敦大火纪念碑，格林威治天文台等建筑。胡克曾在皇家学会提出一个重建方案:主张将伦敦的道路改建成类似香榭里舍大街的宽敞的林荫道风格，但由于地产所有人对划界问题争论不休，使得这一方案未能实行，于是重建后的伦敦仍保持了中世纪的道路风格。但后来新兴的利物浦和很多美国城市都使用了胡克提倡的风格。

## 與同時代人物的關係

### 牛顿
胡克和牛顿的关系问题一直充满了争论。一般认为，两人彼此存在较大的敌意。

#### 光學爭議
兩人的爭端起源於光學。1671年末，牛頓將自己的反射型望遠鏡設計寄至皇家学会，並獲選為皇家學會院士。牛顿在隔年初向皇家学会提交一份光學論文阐述自己的光線與色彩理論。他认为白光经过棱镜产生色散，會分成紅、橙、黃、綠、藍、靛、紫共七種顏色的原始色光。牛顿並且暗示光的本質為實體物質。
牛頓的論文受到學會成員的普遍讚賞。與此同時，學會要求塞斯·沃德、波以耳和虎克提供對此文的評論報告。前兩位並未特別作出評論，虎克則在短短一周後便提交了報告。在學會會議上朗讀虎克措辭尖銳的報告後，學會成員決議將虎克的文章延後印刷，「以免如此突然地印刷一篇對他［牛頓］的論文之反駁，會使牛頓先生將其視為冒犯，畢竟這篇論文幾天前才在學會獲得如此廣泛的讚賞。」
虎克當時已是著名的學者，他的光學理念卻與牛頓多所衝突。首先，虎克主張光線由波傳播，此與牛頓主張之光線為實體物質不合。第二，虎克早在1665年的《微物圖誌》中便主張所有光線皆可由兩種顏色的色光組成，亦與牛頓的色散理論衝突。第三，虎克認為顏色不過是光線在折射過程中受到擾動而產生的現象，牛頓則明確指出顏色是光線的固有屬性。
牛頓閱讀虎克的評論後，在給皇家學會秘書亨利·奧爾登伯格的信件中稱他很「高興如此尖刻的反對者沒有提出可以削弱［牛頓的論文］其中任何一部分的言論」，並聲稱自己很快就會提供針對虎克評論的答覆。然而除了虎克以外，其他學者如罗伯特·莫雷、伊格納斯-加斯頓·帕迪斯等也紛紛對牛頓的理論提出疑問，使得牛頓拖延數個月才對虎克做出回應。
在針對虎克的回應中，牛頓解釋了如何統整虎克的波動理論和自己提出的色彩理論：牛頓強調，他僅要表達光線隨著顏色不同而有無限種變化和折射率，並沒有斷定光線本質是波還是物質。儘管如此，他批評虎克的波動理論「不僅不夠充分，在某些面向上也難以理解。」
與此同時，克里斯蒂安·惠更斯也透過通信向牛頓提出質疑，後者由此體認到當時歐洲最負盛名的幾位學者都不願全盤接受他的理論。種種來自學界的壓力使得牛頓一度向皇家學會秘書請求退出學會。最後他並未退出學會，但是獲准無須出席每週在倫敦舉辦的皇家學會例行會議。
自此之後的將近一年半，牛頓都未再與皇家學會秘書聯絡。直到他於1674年造訪倫敦並出席皇家學會例行會議時，他才得知虎克已經接納他的色彩理論，認同光線根據波動脈衝（pulse）的大小而有不同色彩。
此後牛頓開始更積極地和學會通信。彼時其他學者對他的光學理論發起又一波攻擊，牛頓因此向皇家學會提交了自己幾年前寫就的光學論述，虎克卻在學會會議上宣稱牛頓的成果「都包含在他［虎克］的《微物圖誌》中，牛頓先生只不過是在某些特定主題上研究得更深入了點」。牛頓在三周後對此作出反駁，虎克隨後致信牛頓並釋出善意。
虎克在信中暗示此前兩人間種種不愉快都是因為有心人（例如皇家學會秘書奧爾登伯格）從中攪和，並提出私下通信的請求。牛頓同樣禮貌地回了信，在信中承認笛卡兒和虎克對他的影響，但依然堅持自己的研究成果絕大部分皆出自他本人。這封信中出現了時常受引用的名言：「如果我看得遠一些，那是因為我站在了巨人的肩膀上。」句中「巨人」指的就是笛卡兒和虎克。
至此，兩人的光學爭論告一段落。儘管虎克與牛顿在光學上的爭端較小，兩人後續關於力學的爭論最終促使牛顿将已完成的著作《光學》延迟到胡克過世后才出版。《光學》出版后，奠定了光微粒说的统治地位，直到一百多年以后的菲涅耳等人才重新改良光波动說，並使光波动說成為學界的主流理論。

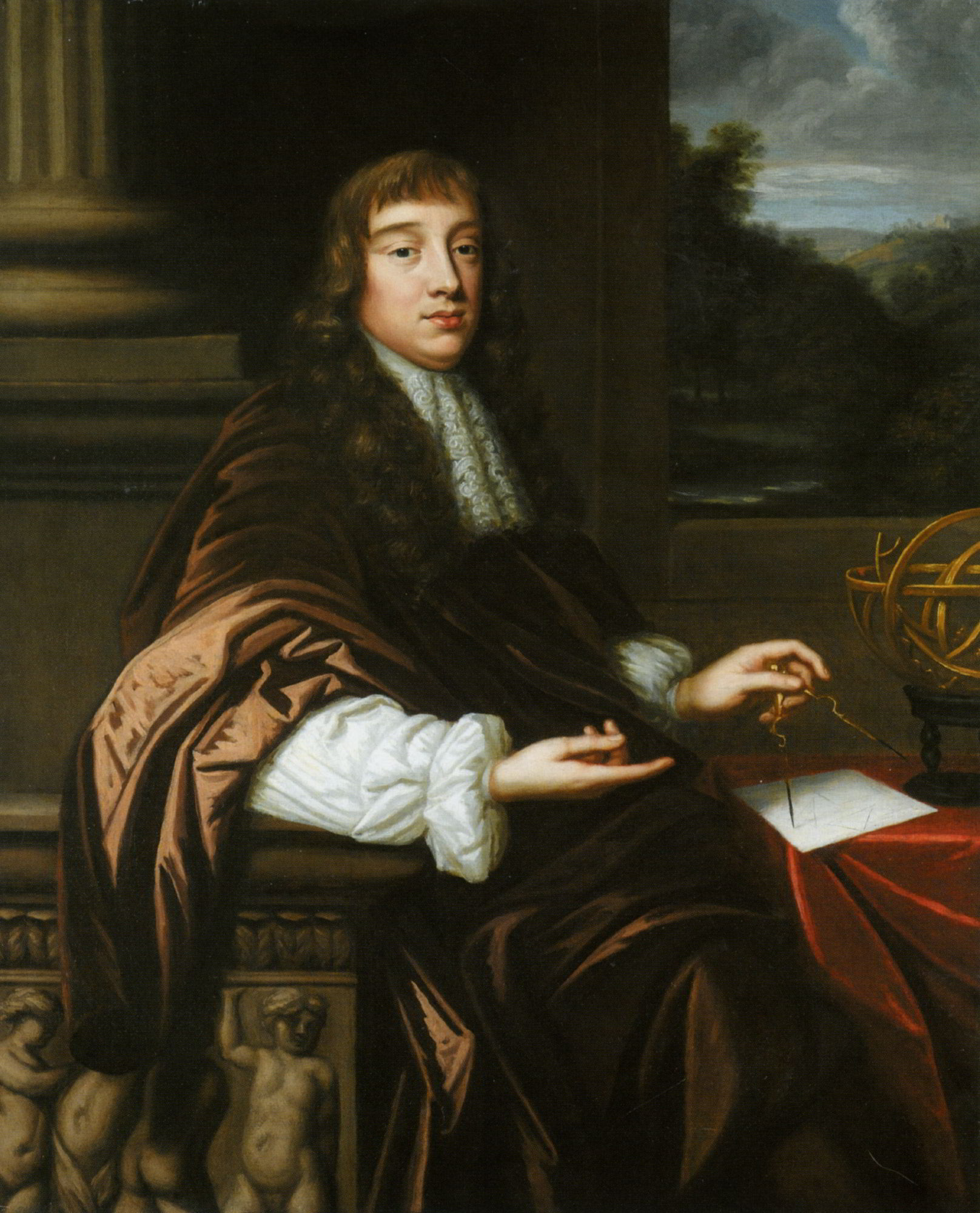
由瑪莉·比爾繪製的〈數學家肖像〉，其描繪人物據稱為虎克，但也有可能是艾萨克·巴罗

#### 力學爭議
1674至1679年间两人曾通信讨论物体的圆周运动问题，胡克给牛顿写信，说明了他从1660年以后就有的平方反比定律（见万有引力定律）的思想，但是他无法从中推导出开普勒的行星运动定律。1684年1月胡克在和爱德蒙·哈雷及雷恩的谈话中声称他已经完成推导，但是哈雷和雷恩并不相信，哈雷随后告诉了牛顿。牛顿则表示在他已经完成的《自然哲学的数学原理》中有推导，哈雷随后促成此书出版，这件事使得胡克十分怀疑牛顿剽窃了他的成果，并从此不愿意公开自己的任何发现。牛顿也因此删去了手稿中所有引用胡克工作的声明。

### 惠更斯
胡克大約在1658年左右，他對計時器產生了興趣，當時伽利略已經發明了擺鐘，但是這樣附有擺錘的鐘攜帶起來並不方便，因此，胡克想用彈簧來代替擺錘，利用彈簧的振動來計時，他的構想得到幾位有威望的科學家的支持，也申請到專利，卻不知為何沒有進行下去。1674年，惠更斯用螺旋彈簧製成了一個鐘，胡克一聽到這個消息，又急又氣，擔心自己的發明權被惠更斯搶去了，馬上找了專門作時鐘的師傅湯平合作製成了一台彈簧鐘，上面刻上『勞勃·胡克發明於1658年，托馬斯湯平製作於1675年』，並且馬上公開展示。之後，胡克對彈簧的性質作了周密的研究，進行了很多實驗，得到一條重要的結論，1676年，他用字謎的方式把這個結果公布在他的一本書中，這個字謎就是：ceiiinosssttuv。二年後，胡克正式發表了《論彈性的勢》這本書，在書中論述了彈性和力的關係，並公布了字謎解答：彈性與力成正比(ut tensio sic vis)。

### 引用
1. 1 2 3 4  Waller 1705，第ii頁.
2. ↑  Jardine 2003，第23頁.
3. ↑  Nakajima 1994，第12-13頁.
4. ↑  Martin 2000.
5. ↑  Aubrey 1898，第409-410頁.
6. ↑  Gribbin 2017，第4頁.
7. ↑  Nakajima 1994，第13-15頁.
8. 1 2  Aubrey 1898，第410頁.
9. ↑  Waller 1705，第iii頁.
10. ↑  Drake 1996，第11頁.
11. ↑  Ward 1740，第170頁.
12. 1 2  Jardine 2003，第65頁.
13. ↑  Gribbin 2017，第5, 7頁.
14. ↑  Pugliese 2004.
15. ↑  Gribbin 2017，第8-10頁.
16. ↑  Gribbin 2017，第10-11頁.
17. ↑  Jardine 2003，第83頁.
18. ↑  Gribbin 2017，第14-15頁.
19. ↑  Gribbin 2017，第16-17頁.
20. ↑  Gribbin 2017，第18頁.
21. ↑  Gribbin 2017，第xiii頁.
22. ↑  Inwood 2003，第20頁.
23. 1 2 3  Aubrey 1898，第411頁.
24. ↑  Jardine 2003，第96頁.
25. ↑  Waller 1705，第ix頁.
26. ↑  Robinson 1935，第xx頁.
27. ↑  Jardine 2003，第99頁.
28. ↑  Waller 1705，第xi頁.
29. 1 2 3  Inwood 2003，第29頁.
30. ↑  Inwood 2003，第30頁.
31. ↑  Jardine 2003，第100頁.
32. ↑  Inwood 2003，第241頁.
33. ↑  Inwood 2003，第247頁.
34. ↑  Inwood 2003，第133-138頁.
35. ↑  Inwood 2003，第10頁.
36. ↑  Jardine 2003，第216-217頁.
37. ↑  Inwood 2003，第4頁.
38. ↑  Gribbin 2017，第218頁.
39. ↑  felicityhen. . Robert Hooke's London. 2013-05-15  [2024-02-08]. （原始内容存档于2024-02-08） （英语）.
40. ↑  Waller 1705，第xxvii頁.
41. ↑  Adams, Robyn; Jardine, Lisa. . Notes Rec. R. Soc. 2006-09-08.
42. ↑  Westfall 1983，第234-236頁.
43. ↑  Newton 1672，第3082頁.
44. ↑  Westfall 1983，第237-238頁.
45. ↑  Westfall 1983，第239-241頁.
46. 1 2 3 4  Hall 1962，第484頁.
47. ↑  Birch 1756，第10頁.
48. ↑  Westfall 1983，第238頁.
49. ↑  Hooke 1665，第68-69頁.
50. ↑  Westfall 1983，第243-244頁.
51. ↑  Westfall 1983，第241頁.
52. ↑  Westfall & 1966 300.
53. ↑  Westfall 1983，第247頁.
54. ↑  Westfall 1983，第248-251頁.
55. ↑  Westfall 1983，第249-250頁.
56. ↑  Turnbull 1959，第362-363頁.
57. ↑  Westfall 1966，第303頁.
58. ↑  Westfall 1966，第305頁.
59. ↑  Koyré 1952，第313頁.
60. ↑  Hall 1962，第482-491頁.
61. ↑  Koyré 1952，第313-315頁.
62. ↑  Koyré 1952，第315頁.
63. ↑  Koyré 1952，第312頁.
64. ↑  Frankel 1976，第143-154頁.

### 書目
- Aubrey, John. Clark, Andrew , 编. . Oxford: Clarendon Press. 1898 [1696].
- Birch, Thomas.  3. London: A. Millar. 1756.
- Dobell, Clifford. . New York: Dover Publications. 1960.
- Drake, Ellen T. . New York: Oxford University Press. 1996. ISBN 9780195066951.
- Frankel, Eugene. . Social Studies of Science. 1976, 6 (2): 141-184  [2024-08-12]. doi:10.1177/030631277600600201. （原始内容存档于2023-11-28）.
- Gribbin, John; Gribbin, Mary. . London: William Collins. 2017. ISBN 978-0-00-822059-4.
- Hall, A. Rupert; Hall, Marie Boas. . Isis. 1962, 53 (4): 482-491. doi:10.1086/349634.
- Hooke, Robert. . London: John Martyn and James Allestry. 1665. （原始内容存档于2024-08-09）.
- Inwood, Stephen. . San Francisco: MacAdam/Cage Pub. 2003. ISBN 978-1-931561-56-3. OCLC 53006741.
- Jardine, Lisa. . New York: Harper Collins Publishers. 2003. ISBN 978-0-00-714944-5.
- Koyré, Alexandre. . Isis. 1952, 43 (4): 312-337  [2024-08-12]. doi:10.1086/348155.
- Martin, Rob. . 2000  [2024-08-05]. （原始内容存档于2024-05-24）.
- Nakajima, Hideto. . Notes and Records of the Royal Society. 1994, 48 (1): 11-16  [2024-08-08]. doi:10.1098/rsnr.1994.0002. （原始内容存档于2024-08-08）.
- Newton, Isaac. . Philosophical Transactions. 1672, 6 (80): 3075-3087  [2024-08-11]. doi:10.1098/rstl.1671.00722.
- Pugliese, Patri J. . 2004  [2024-08-08]. doi:10.1093/ref:odnb/13693. （原始内容存档于2024-02-09）.
- Robinson, H. W.; Adams, W. (编). . London: Taylor & Francis. 1935.
- Syfret, R. H. . Notes and Records of the Royal Society. 1948, 5 (2): 75-137  [2024-08-11]. doi:10.1098/rsnr.1948.0017. （原始内容存档于2024-08-11）.
- Turnbull, Herbert W. (编). . London: Cambridge University Press. 1959.
- Waller, Richard. . London: Sam. Smith and Benj. Walford (Printers to the Royal Society). 1705.
- Ward, John. . London: J. Moore. 1740: 169-193.
- Westfall, Richard. . Cambridge: Cambridge University Press. 1983.
- Westfall, Richard. . Isis. 1966, 57 (3): 75-137  [2024-08-12]. doi:10.1086/350140.